# Rafael Cadenas
Rafael Cadenas (Barquisimeto, 8 aprile 1930) è un poeta e traduttore venezuelano.
Per molti anni è stato docente presso l'Universidad Central de Venezuela. Ha ricevuto il Premio Letterario Nazionale (1985), il Premio Letterario Internazionale Guadalajara (Messico, 2009), il Premio García Lorca (2015) e il Premio Cervantes (2022), il più importante premio letterario in lingua spagnola.

## Biografia
Nel 1946 pubblicò il suo primo libro nella sua città natale. A causa della dittatura di Perez Jimenez fuggì a Trinidad, dove visse in esilio fino al 1957.
Cadenas era un comunista in gioventù. Tuttavia prese le distanze da questa ideologia nel corso degli anni. Nel 2020 dichiarò al quotidiano El País: "il problema di ogni ideologia è che è già successa, il ché inibisce il libero pensiero". Il governo di Nicolás Maduro si è astenuto dal congratularsi con Cadenas quando ha vinto il Premio Cervantes. Lo scrittore ha poi dichiarato: “Non ho ricevuto complimenti e non me lo aspetto. Non sono d'accordo con il regime, ma non partecipo nemmeno alla politica.

## Opere

### Poesie
- Cantos iniciales (1946)
- Una isla (1958)
- Los cuadernos del destierro (1960, 2001)
- Falsas maniobras (1966)
- Intemperie (1977)
- Memorial (1977) (2007)
- Amante (1983). Amante (2002). Amant (2004), «Amante» . Lover (2004, 2009)
- Dichos (1992)
- Gestiones (1992). Premio Internacional Juan Antonio Pérez Bonalde
- En torno a Basho y otros asuntos (2016)
- Contestaciones (2018)

### Saggi
- Literatura y vida (1972)
- Realidad y literatura (1979)
- Apuntes sobre San Juan de la Cruz y la mística (1977, 1995)
- La barbarie civilizada (1981)
- Anotaciones (1983)
- Reflexiones sobre la ciudad moderna (1983)
- En torno al lenguaje (1984)
- Sobre la enseñanza de la literatura en la Educación Media (1998)